# Boarmia arguta
Boarmia arguta là một loài bướm đêm trong họ Geometridae.